# Caldas de Vizela
Caldas de Vizela (oficialmente, União das Freguesias de Caldas de Vizela (São Miguel e São João)) é uma freguesia portuguesa do município de Vizela, com 7,68 km² de área e 11 072 habitantes (censo de 2021). A sua densidade populacional é 1 441,7 hab./km².

## História
Foi criada aquando da reorganização administrativa de 2012/2013, resultando da agregação das antigas freguesias de São Miguel das Caldas de Vizela e São João das Caldas de Vizela.

## Demografia
A população registada nos censos foi:
| Distribuição da População por Grupos Etários | Distribuição da População por Grupos Etários | Distribuição da População por Grupos Etários | Distribuição da População por Grupos Etários | Distribuição da População por Grupos Etários | Distribuição da População por Grupos Etários |
| -------------------------------------------- | -------------------------------------------- | -------------------------------------------- | -------------------------------------------- | -------------------------------------------- | -------------------------------------------- |
| Antes da agregação                           |                                              |                                              |                                              |                                              |                                              |
| Ano                                          | 0-14 anos                                    | 15-24 anos                                   | 25-64 anos                                   | >= 65 anos                                   | Total                                        |
| 2001                                         | 1859                                         | 1529                                         | 5564                                         | 1047                                         | 9999                                         |
| 2011                                         | 1601                                         | 1361                                         | 6229                                         | 1442                                         | 10633                                        |
| Após a agregação                             |                                              |                                              |                                              |                                              |                                              |
| Ano                                          | 0-14 anos                                    | 15-24 anos                                   | 25-64 anos                                   | >= 65 anos                                   | Total                                        |
| 2021                                         | 1374                                         | 1188                                         | 6207                                         | 2303                                         | 11072                                        |